# Піраміда Неферіркара
Піраміда Неферіркара (також відома як Ба Неферіркара) — друга піраміда побудована в некрополі Абусір південніше плато Гіза в Єгипті. Побудована для Неферірікара I бл. 2477-2467 рр. до нашої ери. Є найвищою пірамідою з усіх пірамід побудованих за часів V династії.

## Опис
Піраміда Неферіркара разом з іншими 13 пірамідами Абусіра була розграбована ще в Римський період. Розташована в центральній частині Абусіра. На північ від неї знаходяться похоронні комплекси Сахура і Ніусерра, а на південь комплекс Неферефра. На 7 км на південь від піраміди Неферіркара знаходилася столиця Мемфіс.
Спочатку піраміда була східчастою, що не характерно для пірамід IV-й і V-й династій. Потім піраміду почали покривати гранітним облицюванням, щоб поверхня стала гладкою, але не закінчили, тому будівництво продовжив син і наступник Ніусерра. План і архітектурний стиль піраміди практично такий же як у Сахура, але більших масштабів. Піраміда збудована з грубого місцевого вапняку і білого вапняку. Проміжки між стінами були заповнені піском. Головний вхід в піраміду починається з довгого коридору, названого «Великим», який веде у «Двір царських підношень». Ця частина комплексу повинна була бути з каменю, але через ранню смерть фараона, її збудували з необпаленої цегли. У заупокійний храм Неферіркара ведуть два входи з численними колонами покритими барельєфами. Входи приводять у 4 окремі приміщення, що складаються з білого вапняку і граніту, покритих розфарбованими рельєфами. Кожне приміщення храму служило з певною метою для вшанування померлого. В цілому заупокійний храм складається з 5 ніш-комор і святилища.

## Історія

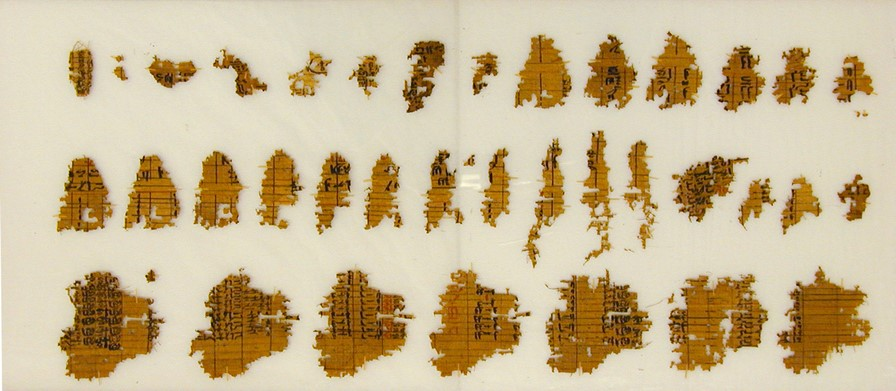
Фрагменти Абусірського папірусу

Додаткова інформація про розміри піраміди була відома вченим з «Абусірського папірусу», 300 фрагментів якого в 1893 році виявили місцеві селяни. Фрагменти папірусу були виявлені в складських приміщеннях в південно-західній частині похоронного комплексу піраміди. Ці фрагменти були продані селянами на чорному ринку Людвігу Борхардту, який зібрав окремі частини папірусу воєдино. Папірус був написаний ієратичними ієрогліфами і був опублікований через 75 років після виявлення. У папірусі йдеться про обов'язки жерців і щоденні підношення, про історію управління в Стародавньому Царстві, а також наводиться перелік витратних матеріалів і вартість будівельних робіт.
Першими хто досліджував піраміду Неферіркара були Лепсіус і Перрінг. На початку XX століття піраміда була розкопана Борхардом, далі в 60-х роках її вивчали Віто Марагіогліо і Целест Рінальді, а в 1975 році експедиція Вернера.

## Галерея

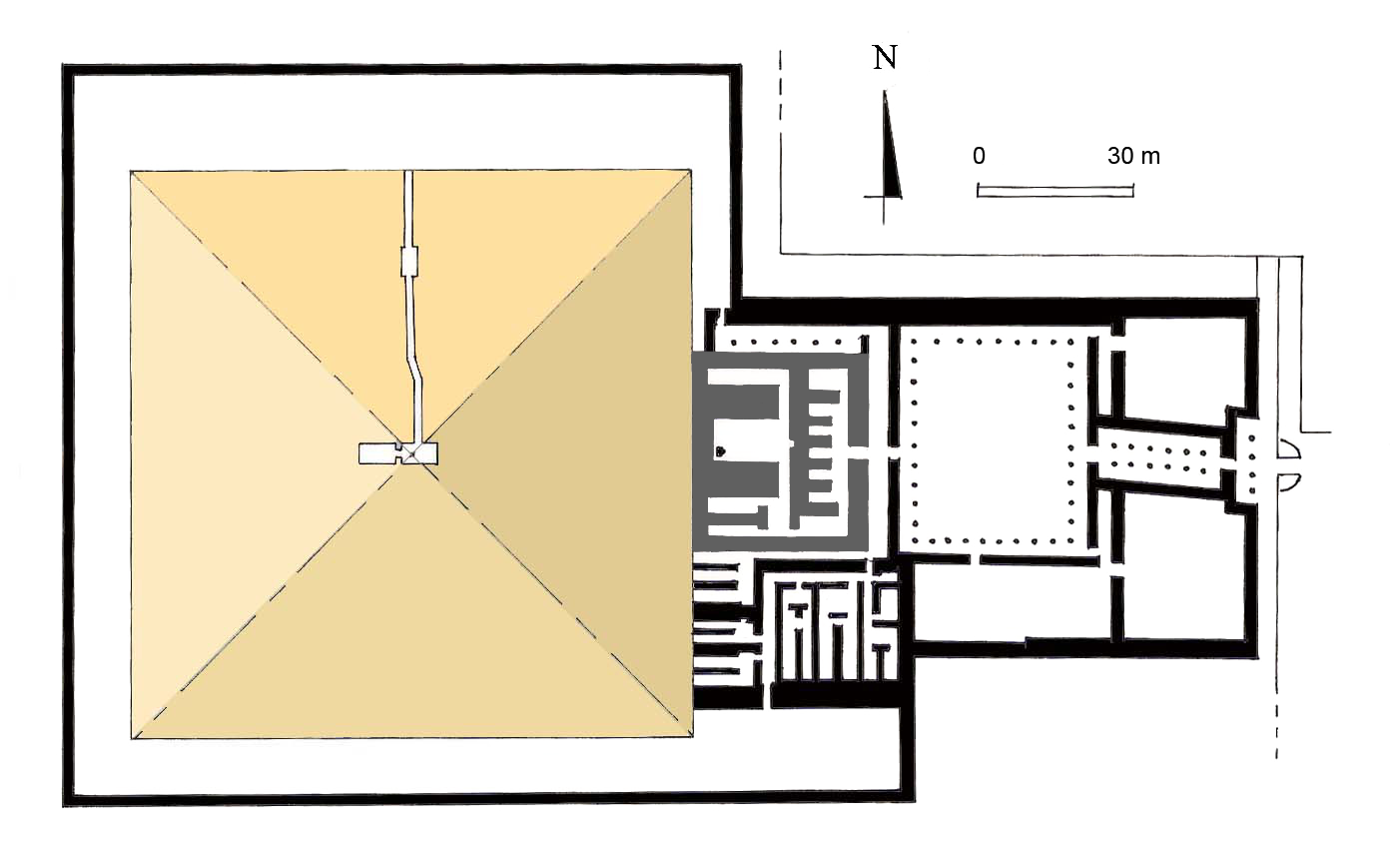
План піраміди
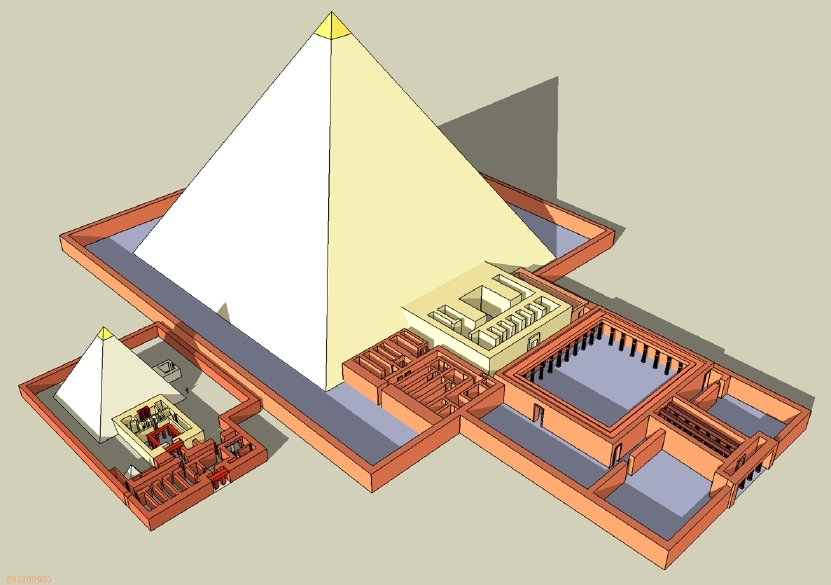
Реконструкція
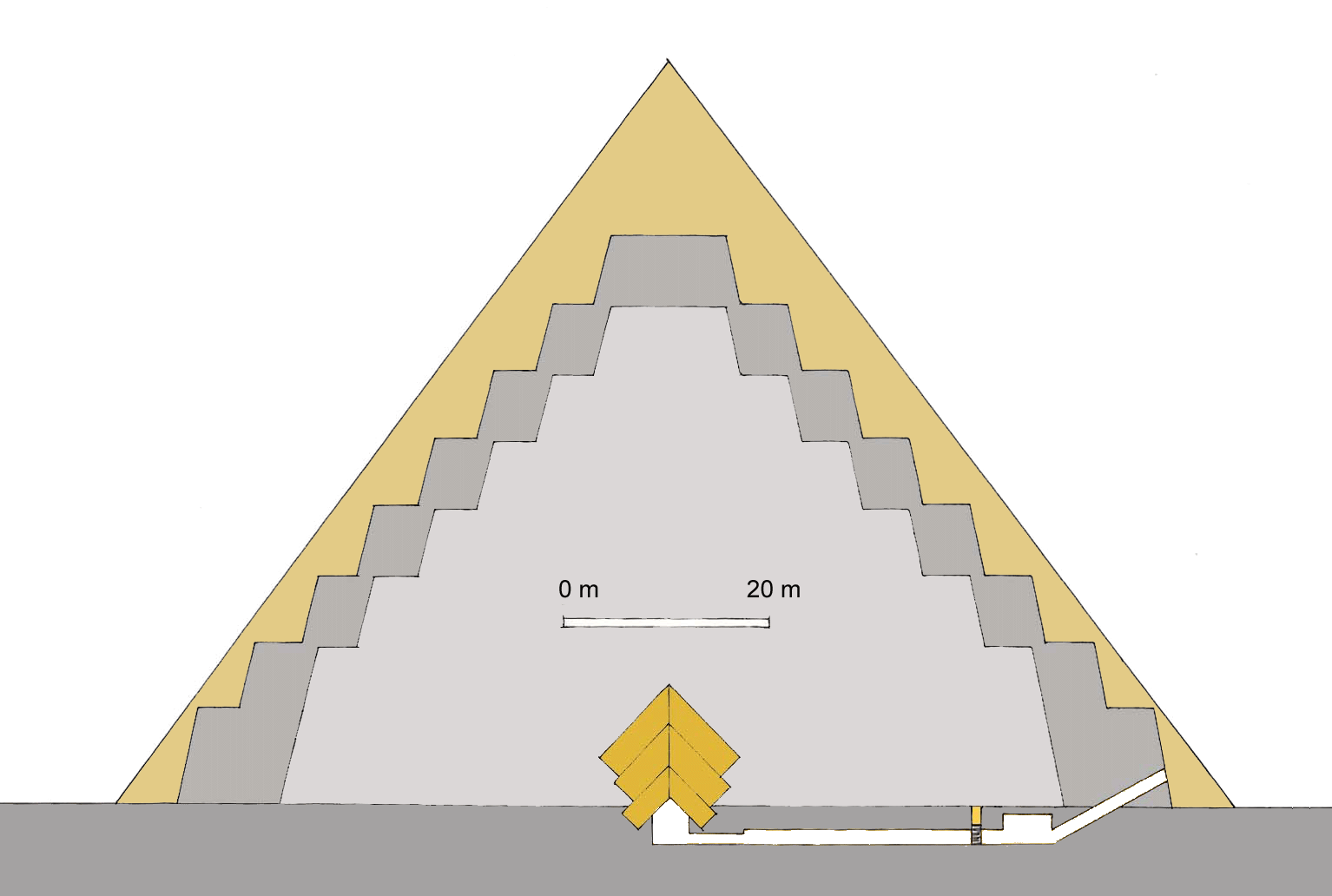
Піраміда в розрізі
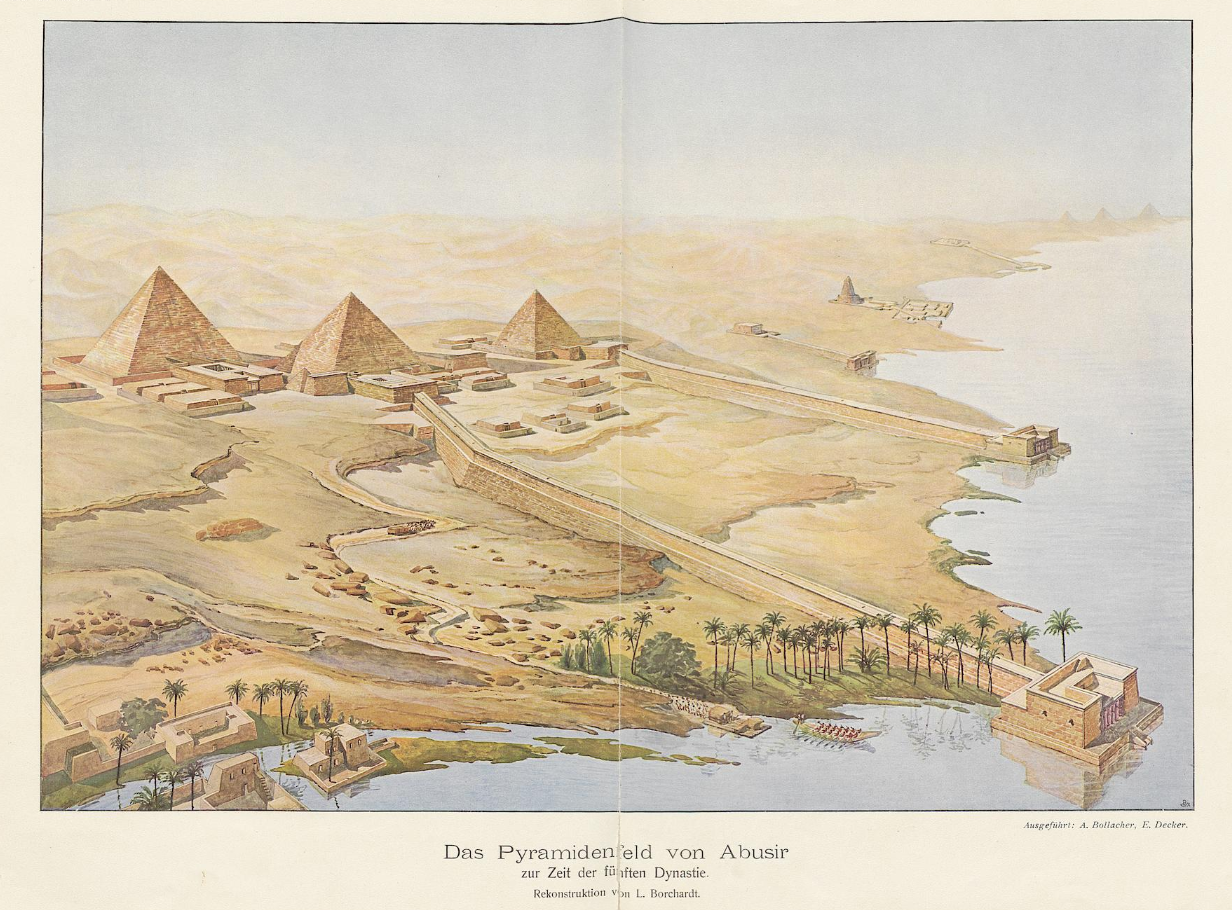
Початкова модель
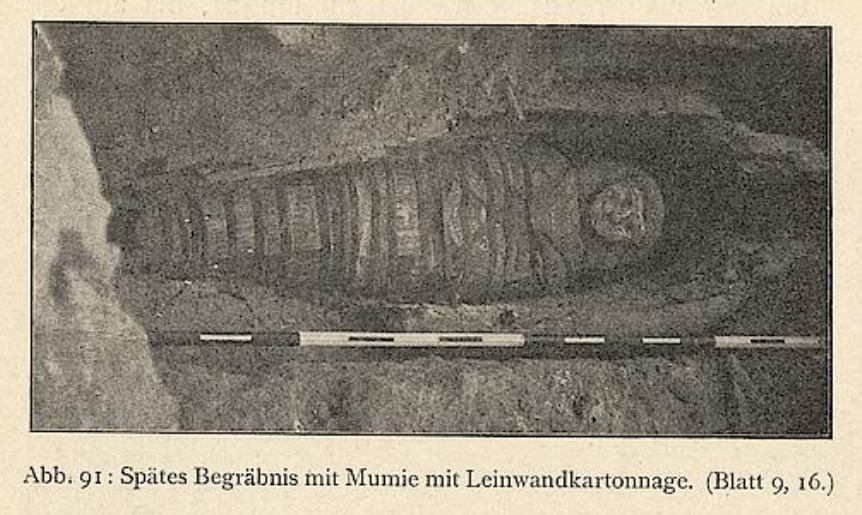
Поховання Неферіркара
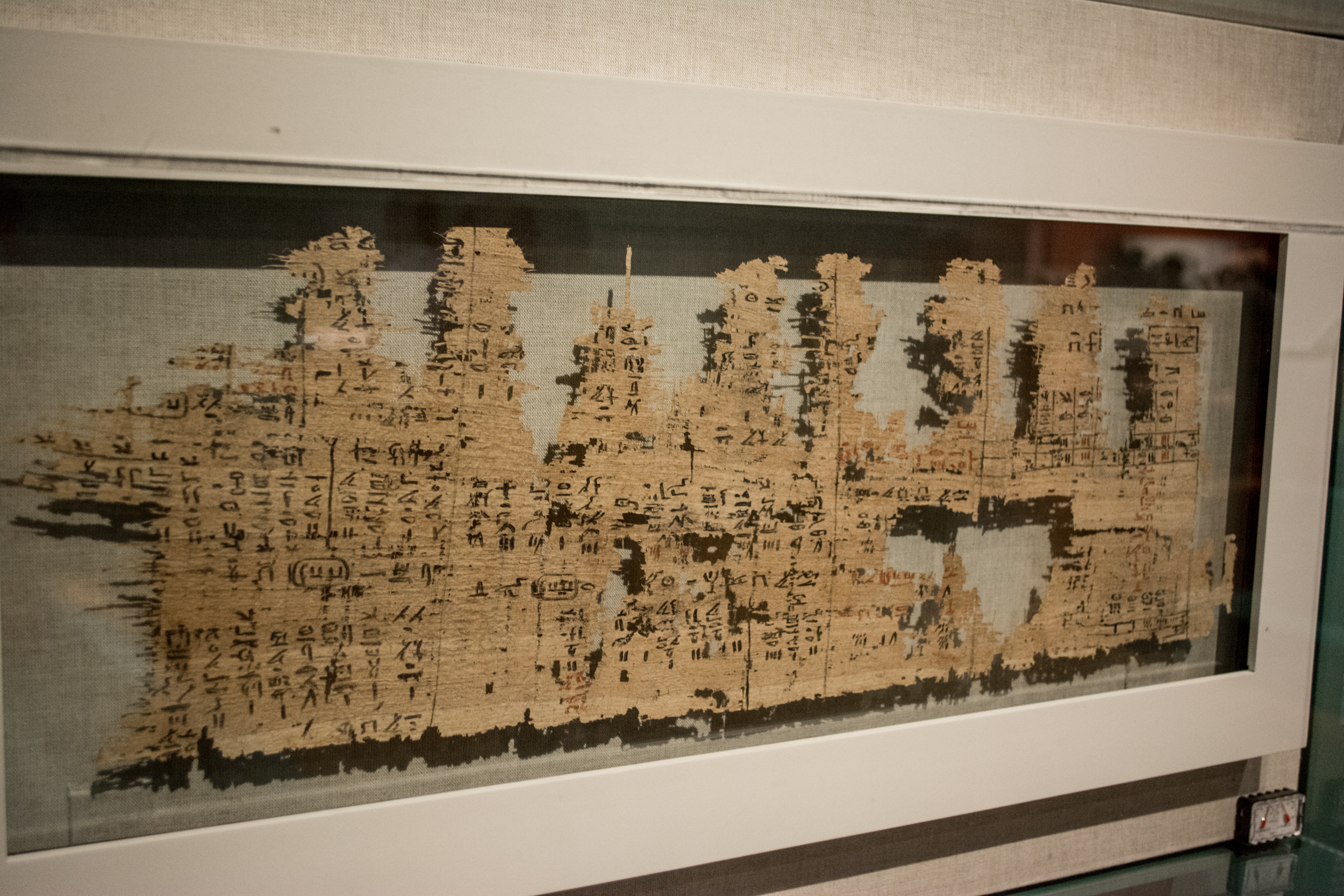
Абусірський папірус
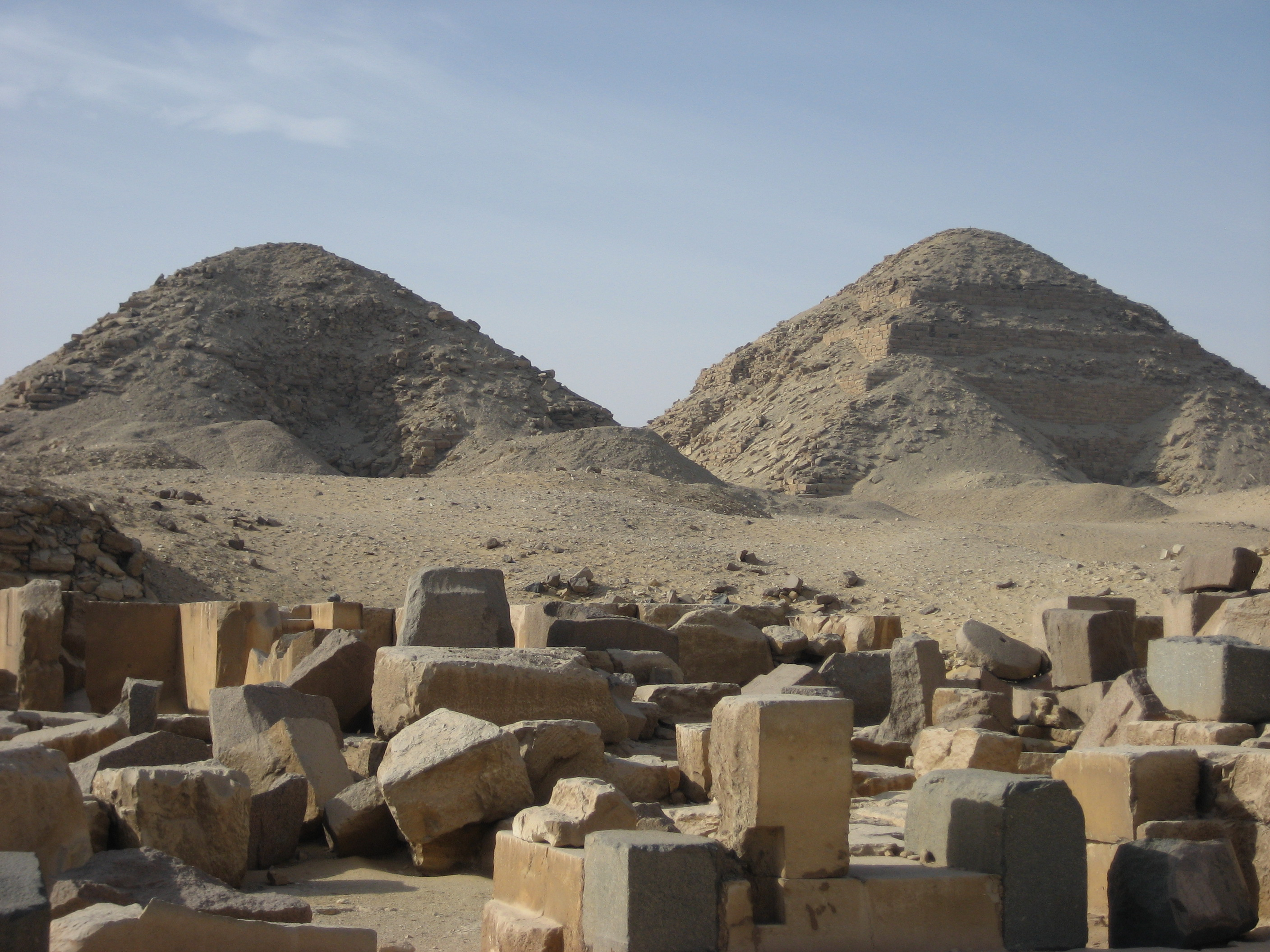
Піраміди Ніусерра (зліва) і Неферіркара (справа)